# 火星2020時間軸
火星2020任務包含了毅力號火星車及機智號無人直升機，於2020年7月30日發射，2021年2月18日著陸於火星的傑澤羅撞擊坑。

毅力號與機智號的自拍照(2021年4月拍攝)

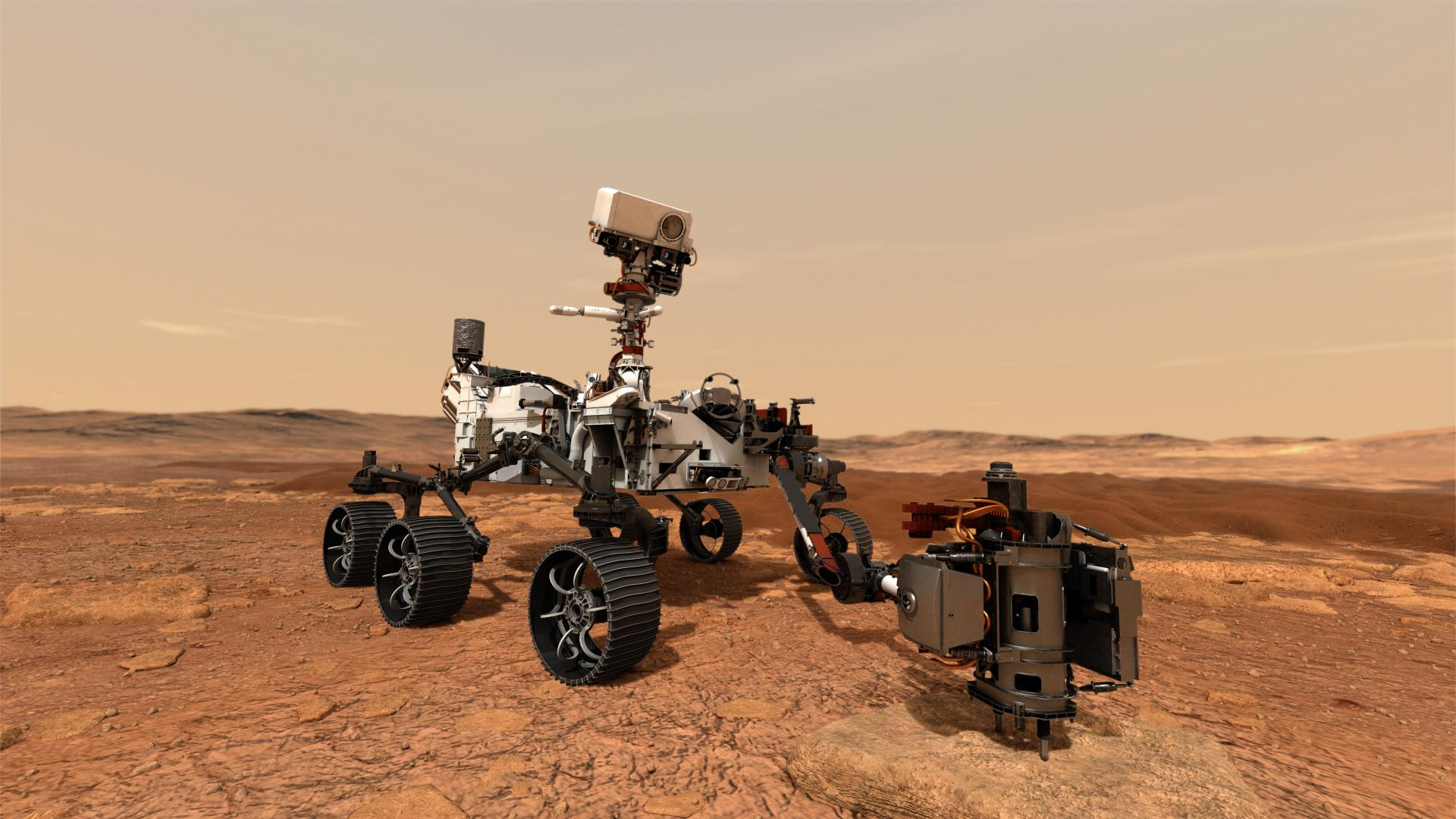
藝術家繪製的毅力號的想像圖

以下為火星2020任務的時間軸及任務重要時間點列表

## 時間軸

### 著陸前 (2012–2021年2月)
- 2012年12月4日： NASA宣布火星2020任務
- 2017年2月8-10日：舉行關於著陸點的研討會，最終決定的三個預選著陸點為：傑澤羅撞擊坑、大瑟提斯高原以及哥倫比亞丘陵
- 30 July 2020：由擎天神五號火箭於卡納維拉爾角升空

### 著陸和初始測試階段(2021年2月-2021年5月)
火星2020於2021年2月抵達火星後，毅力號開始測試儀器與系統是否正常，並部署機智號進行技術展示。而機智號成功的於技術展示期間完成了五次飛行
- 2021年2月18日：成功著陸於傑澤羅撞擊坑[2]毅力號降落火星期間，由空中起重機及探測車拍攝的影片
- 2021年3月4日：毅力號首次試行駛[3]
- 2021年3月5日：NASA將著陸場命名為奧克塔維婭·埃·巴特勒著陸場[4]著陸點和著陸系統的殘骸奧克塔維婭·埃·巴特勒著陸場的位置

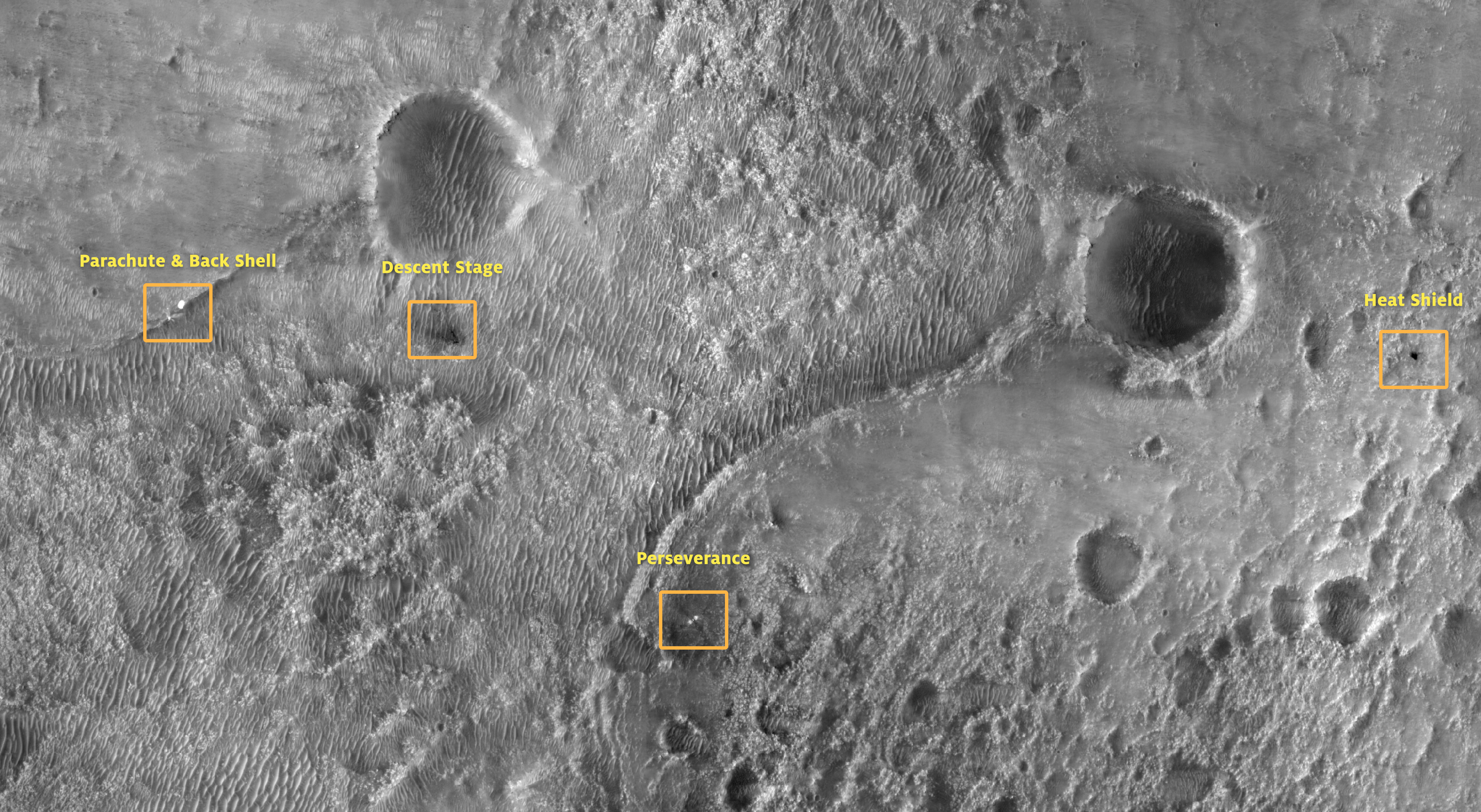
著陸點和著陸系統的殘骸

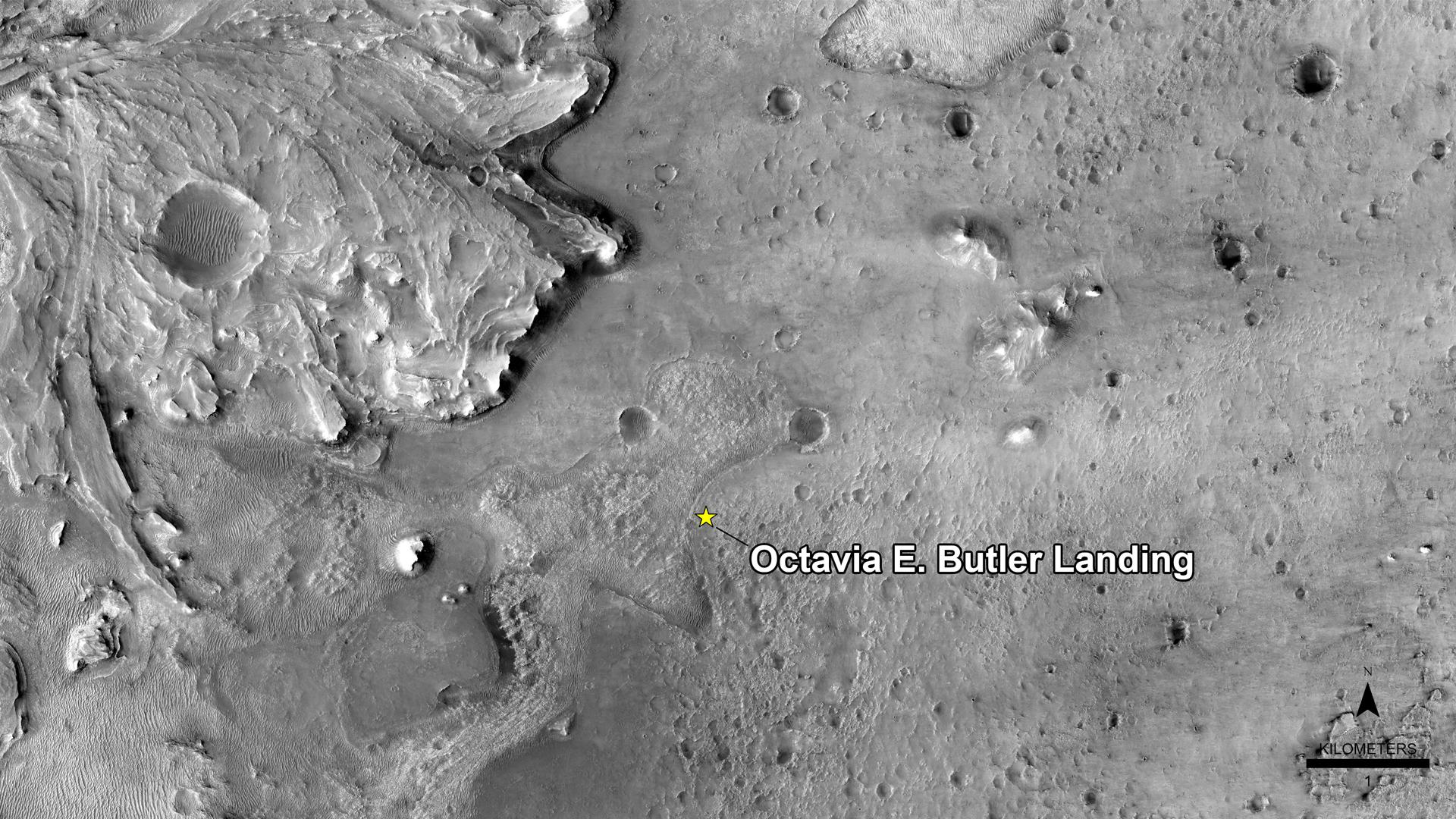
奧克塔維婭·埃·巴特勒著陸場的位置

- 2021年3月7日：毅力號首次傳回SuperCam觀測資料[5]，並首次錄下行駛聲音[6]
- 2021年3月21日：解開機智號防護罩[7]
- 2021年3月30日：釋放機智號至地面[8]
- 2021年4月3日：機智號部署完成[9]
- 2021年4月6日：NASA公布首份MEDA(火星環境動力學分析儀)數據[10]，並首次與機智號自拍[11]
- 2021年4月7日：機智號解鎖旋轉葉片[12]
- 2021年4月19日：機智號首飛成功[13]
- 2021年4月20日：MOXIE (火星氧氣原位資源利用實驗)成功利用二氧化碳製成5.37公克的氧氣[14]
- 2021年4月22日：機智號第二次飛行成功[15]
- 2021年4月25日：機智號第三次飛行成功[16]
- 2021年4月30日：機智號第四次飛行成功[17]
- 2021年5月7日：機智號第五次飛行成功，完成首次單向飛行[18]，並進入操作展示階段[19]
- 2021年5月11日：毅力號的機械手臂開始進行科學研究[20]
- 2021年5月22日：機智號第六次飛行完成，也是操作展示階段首次飛行，因導航問題而於預定著陸點5公尺外著陸[21]

### 首次科學運動(2021年6月-2022年4月)

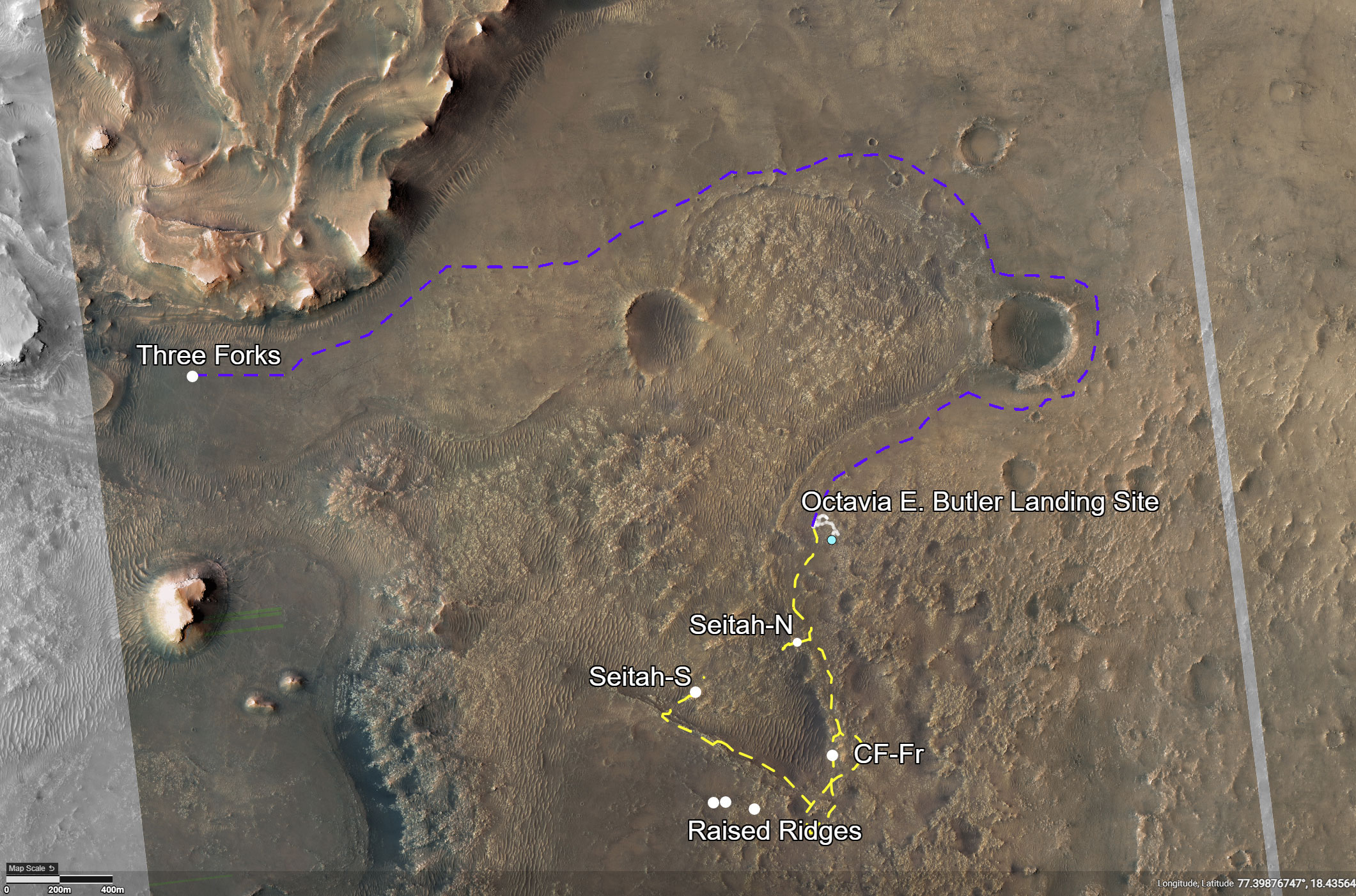
毅力號首次科學運動路線圖(黃線表示第一階段到賽塔地區的路線，藍線則表示第二階段)

首次科學運動的目標是探索撞擊坑底部的地表粗糙斷裂地區賽塔地區，分析岩石並收集樣本，用於火星樣本取回任務。機智號則會跟著毅力號一起探索，進行操作展示，並觀察毅力號無法到達的沙丘地區。
- 2021年6月1日：開始首次科學運動[22]
- 2021年6月8日：機智號第七次飛行完成[23]
- 2021年6月21日：機智號第八次飛行成功，並解決看門狗計時器問題[24]
- 2021年7月1日：毅力號的自動駕駛系統升級[25]
- 2021年7月5日：機智號第九次飛行成功[26]
- 2021年7月7日：封裝首個見證管[27]
- 2021年7月20日：機械手臂完全測試完畢[28]
- 2021年7月24日：機智號第十次飛行成功[29]
- 2021年8月4日：機智號第十一次飛行成功[30]
- 2021年8月5日-8月6日：毅力號於 Roubion 的首次嘗試採樣失敗，原因是樣本太過脆弱，導致其粉碎為灰塵，無法成功封存，但也成功存取火星大氣，為首個存取的大氣樣本[31]
- 2021年8月16日：機智號第十二次飛行成功[32]
- 2021年9月1日：毅力號對 Rochette 採樣成功，為首個採樣成功的火星岩石樣本[33]
- 2021年9月4日：機智號第十三次飛行成功[34]
- 2021年9月8日：成功對 Rochette 採取第二個樣本[35]
- 2021年9月15：毅力號抵達南賽塔[36]，機智號完成高速旋轉測試[37]
- 2021年10月2日-10月16日：首次遇到地火太陽會合[38]
- 2021年10月24日：機智號第十四次飛行成功[39][40]
- 2021年11月6日：機智號第十五次飛行成功，開始返回奧克塔維婭·埃·巴特勒著陸場[41]
- 2021年11月15日-11月24日：毅力號於南賽塔地區的 Brac 露頭採取它的第三與第四個樣本[42][43]
- 2021年11月21日：機智號第十六次飛行成功[44]
- 2021年12月5日：機智號第十七次飛行成功，機智號降落在一個最初會阻礙與毅力號通信的區域，導致之後才傳回所有飛行數據。飛行總時間達到30分鐘。[45][46]
- 2021年12月18日：機智號第十八次飛行成功[47]。毅力號於南賽塔地區的 Issole 岩石採取它的第五個樣本[48]
- 2021年12月29日：毅力號嘗試在 Issole 岩石採取第二個樣本，但無法成功儲存。[49]
- 2022年1月31日：毅力號再度嘗試在採取樣本，最終成功儲存。[50]
- 2022年2月7日：機智號第十九次飛行成功。原本預計在1月5日飛行，但因為沙塵暴延誤。
- 2022年2月25日：機智號第二十次飛行成功。
- 2022年2月28日：毅力號創下火星車的單日（319.79m）和單計畫行駛紀錄（509.75m）[51]
- 2022年3月7日-13日：毅力號在奧克塔維婭·埃·巴特勒著陸場的Ch'ał 露頭採取兩個樣本（第七與第八個樣本）
- 2022年3月10日：機智號第二十一次飛行成功。
- 2022年3月14日：毅力號開始前往三角洲。[52]
- 2022年3月15日：機智號任務延長至9月。[53]
- 2022年3月19日：機智號第二十二次飛行成功。
- 2022年3月23日：機智號第二十三次飛行成功。
- 2022年4月2日：毅力號拍攝到火星日蝕。[54]
- 2022年4月3日：機智號第二十四次飛行成功。
- 2022年4月8日：機智號第二十五次飛行成功。這次飛行比以往所有飛行都快，速度為每秒 5.5 米。它還飛行了704米，比之前所有的飛行都遠。
- 2022年4月13日：毅力號抵達三角洲。首次科學運動結束[55]。

### 三角洲前科學活動(2022年4月-進行中)

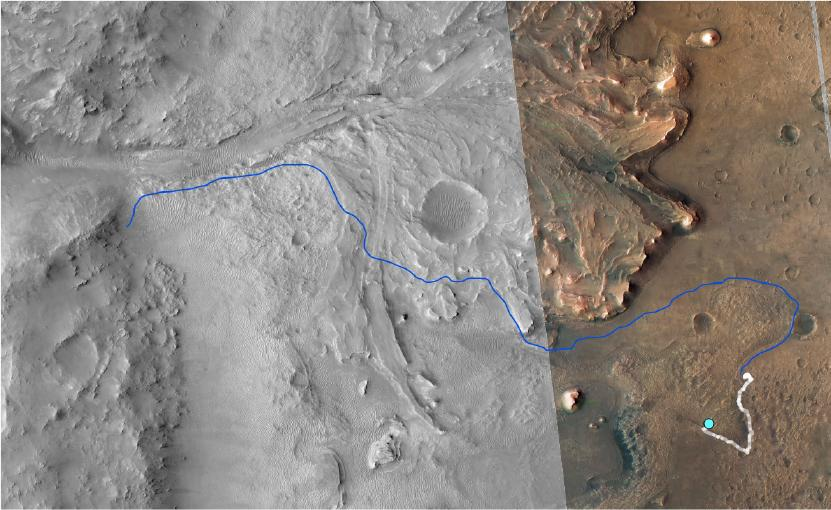
藍線為毅力號的預計行駛路徑。第二次科學活動就在背景地圖轉變為黑白之前開始。

三角洲前科學活動是毅力號的第二次科學活動。機智號將會繼續跟隨毅力號前進，作為其操作演示活動的一部分。一旦毅力號抵達三角洲頂部，預計將開始第三次科學活動——三角洲頂部科學活動。
- 2022年4月18日：三角洲前科學活動開始[56]
- 2022年4月19日：機智號第二十六次飛行成功。此次飛行查看了毅力號的著陸系統[57]
- 2022年4月23日：機智號第二十七次飛行成功。此次飛行觀測賽塔北部山脊[58]
- 2022年4月29日：機智號第二十八次飛行成功
- 2022年5月3日：毅力號與機智號失聯，原因為機智號在夜間耗盡電力
- 2022年5月3日：毅力號與機智號重新獲得聯繫。為避免耗盡電量，當溫度降至 -40°C 以下時，機智號將關閉所有電子設備
- 2022年6月11日：機智號第二十九次飛行成功
- 2022年6月18日：毅力號在Hogwallow Flats地區發現細粒岩石[59]
- 2022年6月20日-7月11日：陸續發現許多EDL殘骸[60]
- 2022年7月7-12日：毅力號在斯金納嶺（Skinner Ridge）採集 Swift Run 和 Skyland 兩個樣本（第九與第十個岩石樣本），為其採集到的首個沉積岩樣本[61]
- 2022年7月16日：毅力號封裝第二個見證管
- 2022年7月27-8日月3日：於班貓嶺（Wildcat Ridge）採集 Hazeltop 和 Bearwallow 兩個樣本（第十一與第十二個岩石樣本）
- 2022年8月20日：機智號第三十次飛行成功。為冬季沙塵暴後首次試飛
- 2022年8月25日：團隊於《科學》期刊上發布論文：發現傑澤羅撞擊坑底部是由和水相互作用的火成岩組成[62]
- 2022年8月31日：MOXIE完成第11次製氧，且在2021年間完成7次[63]
- 2022年9月2日：毅力號發現霜[64]
- 2022年9月6日-24日：機智號陸續完成第三十一至三十三次飛行
- 2022年9月15日：毅力號在野貓嶺發現富含有機物的泥岩[65]
- 2022年10月2日-11月16日：於阿馬利克（Amalik）採集 Shuyak 和 Mageik 兩個樣本（第十三與第十四個岩石樣本，後者因為封裝過程出現問題而較晚紀錄時間）
- 2022年11月5日：毅力號於 Yori Pass 發現砂岩[66]
- 2022年11月9日：在隱藏港（Hidden Harbor）發現礦脈[67]
- 2022年11月23日：機智號第三十四次飛行成功。為了能在地形崎嶇的三角洲地帶飛行，機智號更新了導航功能，包刮降落時可以進行危險規避，以及利用數值地形模型（digital terrain model，DTM）降低飛行誤差等。
- 2022年11月28日：MOXIE 再次打破最佳製氧效率記錄（10.56公克/小時）[68]
- 2022年12月2日、7日：於觀察山（Observation Mountain）採集表岩屑樣本[69]
- 2022年12月3日-17日：機智號陸續完成第三十五至三十七次飛行
- 2022年12月13日：公布毅力號於2021年9月27日觀測塵捲風的照片和音檔[70]
- 2022年12月21日：開始將樣本放置於三叉地區（Three Forks）[71]
- 2023年1月29日：火星样本取回任务仓库建成[72]。

## 照片集錦

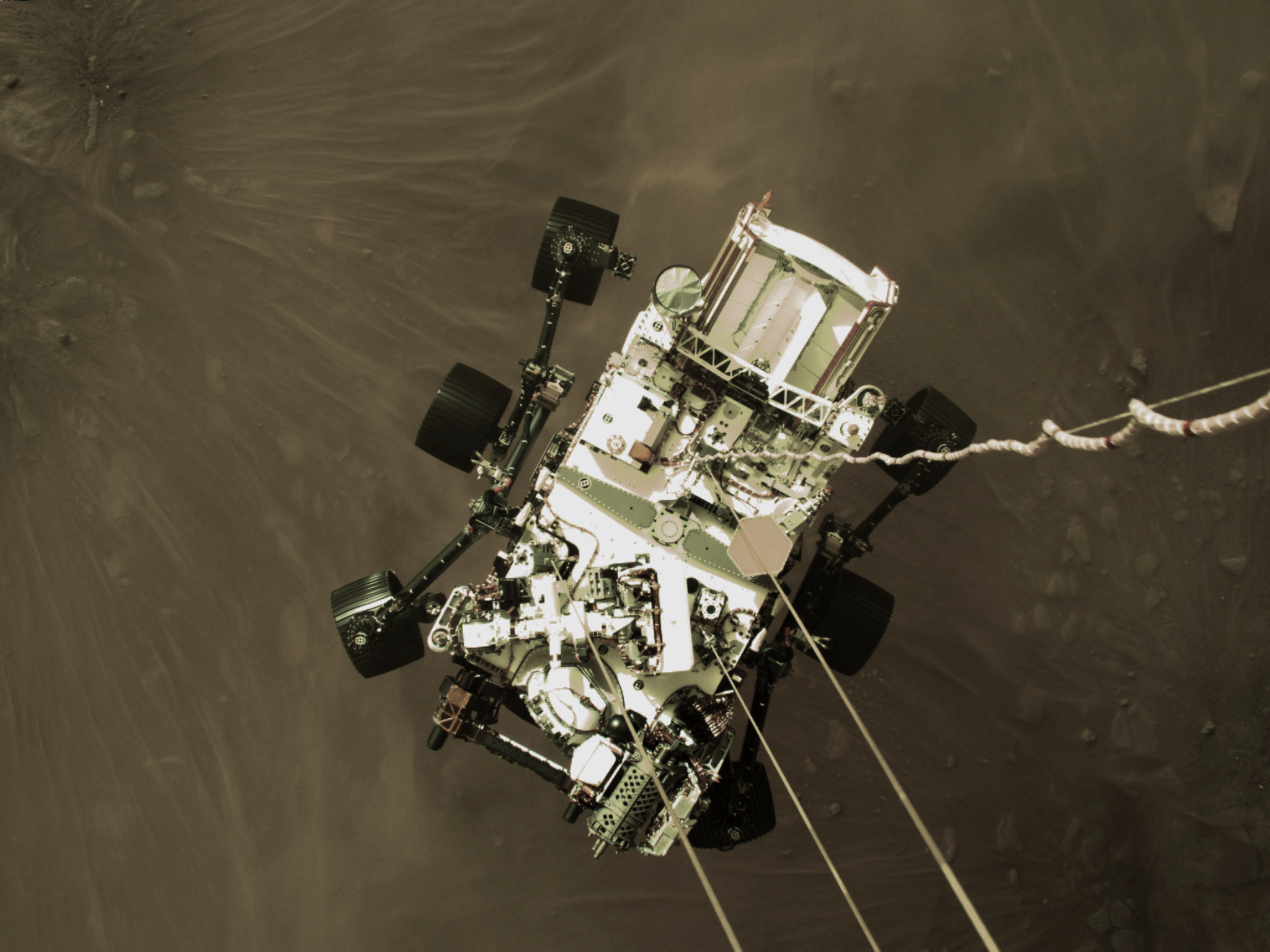
毅力號繼承了好奇號的空中吊車系統著陸方式 （2021年2月）
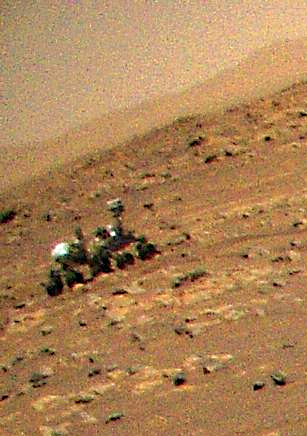
機智號在萊特兄弟機場拍到的毅力號
機智號在第11次飛行中拍到的毅力號（2021年8月）

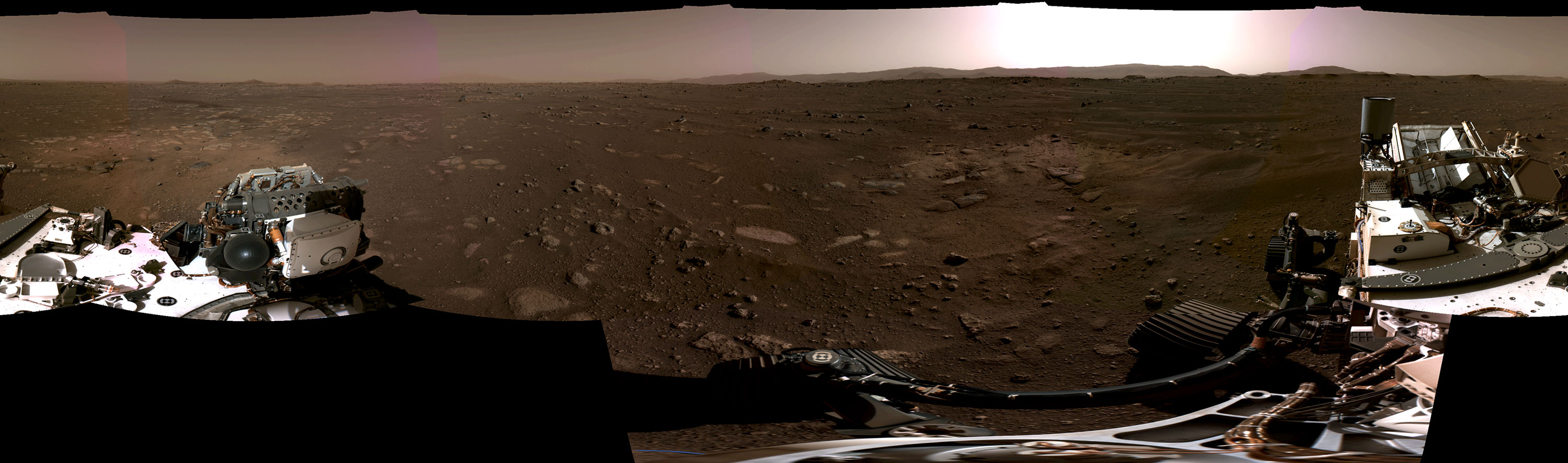
毅力號著陸點全景圖(2021年2月18日)

## 另見
- 火星2020
- 毅力號
- 機智號
- 好奇號
- 火星探測任務列表
- 天體生物學
- 火星水文
- 火星地理

## 外部鏈結
- NASA’s Mars Exploration Program （页面存档备份，存于）
- NASA’s Mars Relay Network （页面存档备份，存于）